# Julia Taylor

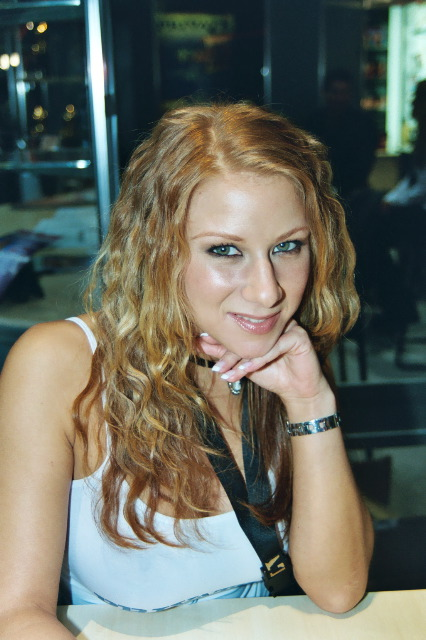
Julia Taylor (2003)

Julia Taylor (* 3. November 1978 in Budapest) ist eine ungarische Pornodarstellerin.

## Leben
Sie hat zahlreiche Filme für die Private Media Group gedreht, z. B. die Hauptrolle der Cleopatra in den Filmen Cleopatra und Cleopatra #2 – The Legend of Eros von Antonio Adamo. Am 9. Oktober 2003 trat sie in der TV-Sendung Wa(h)re Liebe auf.

## Filmografie
- 2000 Die Kaserne – auf zum Lanzenblasen
- 2001: Divina – Der Weg zum Ruhm
- 2002: Faust – Im Sog des Seelen-Fängers
- 2003: Cleopatra
- 2003: Schneewittchen und das Flittchen (Beautiful)
- 2007: Five Hot Stories for Her
- 2008: Ass Traffic 4

## Auszeichnungen
- 2000: Venus Award als Best Newcomer – Female
- 2000: Ninfa Award als Beste Nebendarstellerin in Stavros
- 2003: Venus Award als Beste Schauspielerin Europa
- 2004: Europäischer X Award als Beste Nebendarstellerin Ungarn